# Свадбена супа
Свадбена супа је немачка супа са пилетином, живином, ћуфтама, шпарглом, нудлама и јајима. Понекад садржи и суво грожђе.
Свадбена супа у Северној и Јужној Немачкој намењена је младенцима и гостима. Служи се, традиционално, после церемоније венчања, обично као предјело се налази на менију. Једе се и у другим регионима Немачке, јер је   (младина чорба) која се служила свим гостима некада била елемент сваког венчања. 
Врста је  , чорбе која се традиционално припрема од говедине. Ово, такође, чини предјело на свадбеним јеловницима, праћено хладним месом од којег је припремљена чорба, као друго јело послужено са ремуладом, луком и киселим краставцима.
У регионалним куварима постоје бројни рецепти за свадбену супу. У малопродајним објектима постоје и сорте дехидрисане супе које носе овај назив.